# Шарлотта (принцесса Монако)
Принцесса Шарлотта Гримальди, герцогиня Валентинуа (фр. Charlotte Louise Juliette Grimaldi de Monaco; 30 сентября 1898 — 15 ноября 1977) — внебрачная дочь князя Монако Луи II и певицы кабаре Марии Жюльетты Луве, мать князя Ренье III. В 1922—1944 годах — наследная принцесса Монако.

## Биография
Шарлотта Луиза Джульетта родилась от связи князя Луи II с Марией Жюльеттой Луве. Поскольку у князя не было иных детей, престол Монако должен был унаследовать сын его двоюродной бабки, немецкий подданный Вильгельм фон Урах. В разгар Первой мировой войны такая перспектива категорически не устраивала французское правительство, которое было готово оккупировать княжество в случае его перехода к немцу.
Чтобы сохранить независимость государства, князь Луи 16 мая 1919 года пожаловал внебрачной дочери титул герцогини Валентинуа, чем дал понять, что престол будет унаследован её потомками. В качестве женихов рассматривались только граждане Франции. В Монако 19 марта 1920 года Шарлотта вступила в брак с графом Пьером Полиньяком, который получил титул принца Монако. У супругов Полиньяк было двое детей:
- Антуанетта, баронесса Масси (1920—2011), была замужем трижды, дети родились от первого мужа до заключения брака:
  - Элизабет Энн де Масси (1947—2020), два брака, двое детей
  - Кристиан Луи, барон де Масси (род. 1949), трое детей, четыре брака
  - Кристина Алисия де Масси (1951—1989), один ребенок, два брака
- Ренье III (1923—2005), князь Монако, женился на кинозвезде Грейс Келли:
  - принцесса Каролина (род. 1957),
  - наследный принц Альбер (род. 1958)
  - принцесса Стефания (род. 1965)

30 мая 1944 года накануне 21-летия сына принцесса с согласия своего отца официально уступила свои права на наследования монакского престола своему сыну Ренье. Она сохранила за собой титул принцессы Монако и герцогини Валентинуа. После того, как её сын в 1949 году стал правящим князем Монако, она переехала в Париж, где и умерла в 1977 году в возрасте 79 лет.